# Federazione di baseball e softball di Malta
La Federazione maltese di baseball e softball (eng. Malta Baseball & Softball Association) è un'organizzazione fondata per governare la pratica del baseball e del softball a Malta.
Organizza il campionato maschile e di softball femminile, e pone sotto la propria egida la nazionale maschile e di softball femminile.